# 엘스턴 하워드
엘스턴 진 하워드(Elston Gene Howard), 1929년 2월 23일 ~ 1980년 12월 14일)는 니그로 리그 베이스볼에서 뛰다 메이저 리그 베이스볼 뉴욕 양키스와 보스턴 레드 삭스에서 포수와 좌익수로 활약한 선수이자 코치이다. 양키스의 로스터에 이름을 올린 최초의 흑인 선수이자, 1963년에는 장타율 3위와 홈런 5위로 아메리칸 리그 MVP를 최초로 받은 흑인 선수이다. 1963년 골드글러브 상을 수상하면서 수비를 인정받은 그는, 이듬해인 1964년에는 포수 포지션에서 풋아웃과 Total Chances 기록을 세우면서 골드 글러브를 수상했다. 그의 통산 필딩율 0.993는 그가 은퇴한 1967년부터 1973년까지 최고 기록이었으며 6,447의 풋아웃으로 아메리칸 리그 7위, 6,997의 Total Chances로 9위에 올라있다. 월드시리즈에 10번 참가해서 그 중 6번의 우승을 맛봤으며 몇몇 월드시리즈 기록 부문에서 수위를 차지하고 있다. 통산 장타율은 0.427로 은퇴 당시에는 아메리칸 리그 포수 중에서 4위를 차지하고 있었다. 그의 등번호 32번은 뉴욕 양키스의 영구 결번으로 1984년에 지정됐다.

## 선수 생활

### 1950년대
하워드는 세인트루이스에서 트래비스 하워드와 간호사였던 에멀린 힐 사이에서 태어났다. 6살이 되었을 때 부모가 이혼하게 됐고, 하워드는 재혼한 어머니와 함께 살았다. 고등학교 때부터 운동에 두각을 나타내다 19살 무렵(1948년) 빅 텐 연맹(Big Ten Conference) 대학들의 장학금 제의를 사양하고 니그로 리그의 캔자스시티 모낙스(Kansas City Monarchs) 팀에 입단했다. 벅 오닐(Buck O'Neil) 감독 밑에서 3년 동안 외야수로 뛰면서 실력을 쌓았는데, 마지막 3년 째에 어니 뱅크스가 입단해서 룸메이트를 하기도 했다. 1950년 7월 19일 투수 프랭크 반스(Frank Barnes)와 함께 양키스와 계약을 하면서 동시에 미시간주 머스키건에 있는 팜 팀과 계약을 맺었다. 1951년부터 1952년까지 군복무를 했고, 복귀한 뒤에도 4년 동안 마이너 리그에 있었는데, 토론토 메이플 맆스(Toronto Maple Leafs)에서 뛰던 1954년에는 인터내셔널 리그에서 3관왕과 함께 리그 MVP를 수상했다. 양키스는 그런 그에게 포수로서의 재능이 있다고 여기고는 현역 시절 명 포수였던 빌 디키에게 그를 포수로 키울 임무를 맡겼다.
브루클린 다저스의 재키 로빈슨이 메이저 리그 최초의 흑인 선수가 된 뒤에도 양키스는 흑인선수와 계약하는 것이 다른 팀과 비교해 상대적으로 늦었다. 그래서 하워드 및 빅 파워(Vic Power)와 한 계약이 양키스에게는 최초로 흑인 선수와 한 계약이 되었다. 파워가 양키스에서 메이저 리그 데뷔를 하기 전에 필라델피아 애슬레틱스로 트레이드 되었지만, 하워드에게는 메이저 리그 데뷔의 날이 다가오고 있었다. 1955년 바우먼 회사의 야구 카드에는 하워드에 대해 다음과 같이 적혀있다. "엘스턴은 오랜 기간 가장 많이 언급된 양키스의 루키 중 하나이다. 지금은 비록 포수로서 로스터에 올리고 있지만 외야수로 포지션 전환될 수도 있다. 그의 실력은 충분히 메이저 리그의 주전 선수가 될 만하지만 베테랑 요기 베라가 굳건히 지키고 있는 자리를 차지하기에는 어려워보인다. 1954년 엘스턴은 토론토의 마이너리그 팀에서 뛰면서 0.331의 타율과 22홈런 108 타점을 기록했지만, 기록은 그가 펼친 활약의 절반도 나타내주지 못한다." 결국 하워드는 1955년 4월 14일 양키스 사상 최초로 메이저 리그에 데뷔한 흑인이 되었으며, 데뷔 타석에서 바로 안타를 때려냈다.
비록 메이저 리그로 올라가기는 했지만 실제로 양키스의 라인업에서 하워드의 자리를 만들기란 쉽지 않아 보였다. 베라는 하워드가 데뷔한 그 해에 3번째 아메리칸 리그 MVP를 거머쥐었으며, 이후에도 베라의 자리가 비기까지는 오랜 세월이 걸릴 것 같더니만 결국 1959년 말까지 베라는 100경기 이상 선발출장을 했었다. 하워드의 또 다른 포지션이 될 수 있는 외야 자리에는 미키 맨틀과 행크 바우어가 굳건히 자리를 지키고 있었기 때문에, 결국 감독 케이시 스텡걸은 하워드를 백업 포수로 주로 기용하면서 간간히 외야수로 출전시키면서 놈 시번(Norm Siebern)과 에노스 슬로터(Enos Slaughter)와 함께 외야 한 자리를 경쟁시켰다. 1959년까지 주 포지션 자리를 차지하지는 못해 1루수로도 뛰는 처지였음에도 불구하고 1957년에는 올스타 팀에 뽑혔으며 이후 9년 연속으로 선출되었고, 그 중 6 경기에 출전하게 되었다.
1955년 브루클린 다저스와 만난 월드시리즈 1차전 2회, 하워드는 월드시리즈 데뷔 첫 타석에서 상대 투수 돈 뉴컴에게 투런 홈런을 뽑아내며 2-2 동점을 만들었고 결국 6-5 승리의 발판이 되었다. 하지만 시리즈 전체는 7차전 9회 하워드가 친 땅볼이 유격수 피 위 리스에게 잡히며 끝났고, 양키스가 다저스를 월드시리즈에서 6번 만나는 동안 처음으로 챔피언을 내 준 시리즈가 되었다. 1956년 또 다시 다저스를 만나 7차전까지 가는 혈전을 벌였고, 하워드는 7차전에서만 출전했음에도 불구하고 4회에 뉴컴으로부터 솔로 홈런을 뽑아내며 팀의 9-0 승리와 시리즈 승리에 기여했다. 밀워키 브레이브스를 만난 1957년 월드시리즈 4차전 9회 투아웃에서 상대 투수 워렌 스판에게 3점 홈런을 빼앗아내며 4-4 동점을 만들어 연장전으로 이끌고 갔지만, 연장 10회에 7-5로 패배했고, 시리즈도 7차전에서 패배했다. 1958년 양키스는 브레이브스와 월드시리즈에서 다시 맞닥뜨렸고 하워드는 4차전까지는 별다른 활약을 못하다가, 5차전 6회에 어려운 플라이볼을 잡아 더블 플레이를 유도하면서 1-0의 아슬아슬한 리드를 지켰다. 6차전에서는 2회에 Andy Pafko를 잡아냈고, 연장 10회초 투아웃 상황에서 안타를 치고 나가 빌 스코우런의 안타 때 득점하며 4-2 리드를 만들었고, 이후 10회말 브레이브스에게 한 점을 허용하는 바람에 하워드의 득점은 결과적으로 승부를 짓는 점수가 되었다. 7차전 2-2 동점에서 맞은 8회초 투아웃에서 친 안타는 결승점이 되었고 결국 6-2의 점수로 월드시리즈 우승을 차지했다. 이로써 양키스는 1승 3패로 뒤지고 있다가 시리즈를 뒤집는 기록을 남기게 되었다. 하워드는 월드시리즈 MVP는 팀 동료 밥 털리(Bob Turley)에게 양보해야 했지만 대신 베이브 루스 상을 수상하게 되었다.

### 1960년대
1960년, 타격 성적은 0.245의 타율로 그때까지 성적 중 가장 나쁜 시즌이었지만, 그래도 마침내 베라로부터 포수 포지션을 물려받았다. 월드시리즈에서 피츠버그 파이리츠와 만난 1차전에서 하워드는 9회초에 대타로 출전해 로이 페이스(Roy Face)로부터 2점 홈런을 때려냈으나 경기는 6-4로 패하고 말았다. 시리즈 동안 타율 0.462의 맹타를 휘둘렀던 하워드는 6차전 2회초에 힛 바이 피치드 볼로 손에 부상을 입는 바람에 더 이상 출전을 할 수 없었고, 7차전에서 피츠버그의 빌 매저로스키의 끝내기 홈런으로 10-9로 패배하는 걸 지켜보기만 할 수밖에 없었다.
1961년은 로저 메리스의 한 시즌 최다 홈런 기록 경신으로 기억되지 시즌이지만, 그 와중에 하워드는 전년도 타율보다 0.103 포인트 상승한 0.348의 타율을 마크하며 생애 최고의 타격 기록을 작성했다. 또한 처음으로 20홈런 고지를 돌파하며 77타점을 올려, 양키스가 240홈런으로 메이저 리그 팀 홈런 기록을 세우는 데 기여했고, MVP 투표에서도 매리스가 1위를 할 때 10위에 올랐다. 신시네티 레즈를 만난 1961년 월드시리즈 1차전에서 하워드와 빌 스코우런은 나란히 솔로 홈런을 때리면서 2-0 승리를 이끌었고, 마지막 5차전에서는 3득점을 하면서 13-5 승리에 기여했다. 이듬해에는 0.279의 타율에 생애 최고의 기록인 91 타점을 기록하면서 21홈런을 기록했다. 특히나 8월 19일 캔자스시티 어슬레틱스와의 경기는 21-7의 난타전이 벌어졌는데 하워드는 이 경기에서 무려 8타점을 챙겼다. 샌프란시스코 자이언츠와의 월드시리즈에서 하워드는 0.143의 저조한 타율을 기록했으나 팀은 7차전 끝에 또다시 시리즈 챔피언에 올랐다.
1963년 0.287의 타율에 28홈런, 85타점, 그리고 0.528의 장타율로 생애 첫 MVP를 탔으며 덤으로 첫 골드 글러브도 끼었다. 다저스와 만난 월드시리즈에서 하워드는 0.333의 타율을 기록했으나 팀은 4-0으로 시리즈를 스윕당하고 말았다. 하지만 하워드의 할약은 이듬해에도 계속되어 타격왕 토니 올리바(Tony Oliva)에 1푼 뒤진 0.313의 타율로 타격 2위에 롤랐고, 84타점으로 골드 글러브와 MVP 투표 3위에 올랐다. 그가 기록한 시즌 939개의 풋아웃과 1,008개의 Total Chances는 미네소타 트윈스의 얼 배티(Earl Battey)가 1962년에 세운 827-963 기록을 깬 것이었다. (그의 기록은 이후 1967년 디트로이트 타이거스의 빌 프리핸(Bill Freehan)에 의해서 깨졌다.) 하워드는 또한 1964년 시즌에서 0.998의 필딩율로 아메리칸 리그 수위에 올랐다. 지난 10년 동안 9번째로 진출한 월드시리즈인 1964년 시리즈에서 세인트루이스 카디널스와 만나 하워드는 0.292의 타율을 기록했으나, 수비에서는 9-5로 패한 1차전에서의 두 개를 포함해 총 3개의 패스트 볼로 시리즈 불명예 기록을 세우고 말았고, 양키스는 4승 3패로 패배하고 말았다.

### 그 이후
1967년 8월 3일, 하워드는 보스턴 레드삭스의 피트 매그리니(Pete Magrini)에 더해 추가 선수 한 명과 트레이드 되었다. 보스턴에서 타격 성적은 시원찮아 0.147의 타율밖에 기록하지 못했지만, 대신 수비에서 투수들을 잘 이끌었다. 보스턴에서의 동료였던 토니 코니글리아로(Tony Conigliaro)는 "그가 사인을 내면서부터는 투수들이 거부하는 걸 보지 못했다. 투수들은 그를 매우 존경하고 있었다."라는 발언으로 이 사실을 뒷받침했다. 1967년 하워드는 쉐름 롤라(Sherm Lollar)가 갖고 있던 통산 필딩율 메이저 리그 기록을 경신했다. (프리핸은 1973년 이 기록을 경신했다.) 그의 마지막 포스트 시즌인 1967년 월드시리즈에서 세인트루이스를 만났고, 5차전에서 1-0으로 간신히 앞서고 있던 9회초, 앞 타자가 고의사구로 걸어나가면서 맞은 만루 찬스에서 우익수쪽 얕은 안타를 쳐 2명의 주자를 불러들이는 결정적인 활약을 펼치면서 팀의 3-1 승리에 기여했다. 하지만 세인트루이스는 결국 4승 3패로 월드시리즈 우승을 차지했고, 하워드는 6번째로 월드시리즈에서 패배했다. (우승은 4번) 6번의 월드시리즈 패배는 메이저 리그 기록으로, 이 좋지만은 않은 기록은 하워드와 다저스의 피 위 리스가 다른 선수들고는 큰 격차로 공동 1위를 기록하고 있다. (그만큼 그들은 강팀에서 뛰었다는 뜻도 된다.)
그리고 1968년 10월 29일 레드삭스에서 은퇴를 발표했다. 14년의 메이저 리그 선수생활 동안 통산 1,605 경기에 출장해 0.274의 타율, 167홈런과 1,471 안타, 762 타점, 619 득점, 218개의 2루타, 50개의 3루타, 9개의 도루를 기록했다. 그가 기록한 0.427의 장타율은 아메리칸 리그 포수 중에서는 빌 디키(0.486)와 요기 베라(0.482), 그리고 미키 코크레인(Mickey Cochrane - 0.478) 다음이다. 그가 치른 54게임의 월드시리즈는 양키스의 선배였던 베라와 맨틀만이 앞서고 있을 뿐이다.

## 은퇴 이후
은퇴 발표 이듬해 양키스로 되돌아와서는 1979년까지 1루 베이스 코치(아메리칸 리그 최초의 흑인 코치였다)로 있으면서 1976년~1978년의 월드시리즈 진출과 1977년, 1978년 월드시리즈 우승을 함께 했다.
1980년 양키스의 이사 보좌관이 되었으나 건강이 나빠지면서 오래 하지는 못했다.
1979년 하워드는 심근염이라는 희귀한 질병을 앓고 있다는 판정을 받았고, 이 질병 때문에 심장이 급속도로 나빠졌다. 심장이식이 고려되기도 했지만 적절한 조치를 취하기도 전에 병은 더 악화되어 결국 세상을 떠나고 말았다. 그의 사망 소식에 뉴욕 타임스의 칼럼니스트 레드 스미스(Red Smith)는 "양키스는 조지 스타인브레너 구단주가 10년 동안 살 수 있는 그 어떤 것보다 더 큰 존재를 잃어버렸다."라는 글로 그를 기렸다.
양키스 선수들은 1981년 시즌 동안 그를 추모하기 위해 검은 팔 밴드를 차고 경기를 뛰었다. 1984년 7월 21일 양키스는 하워드의 등번호 32번을 영구 결번으로 지정했고, 모뉴먼트 파크에 그의 명판을 봉헌했다. (그날 양키스는 아직 생존해있던 로저 매리스의 등번호도 함께 영구 결번으로 지정했다.) 명판에는 다음과 같이 써져있다. '자상하고 기품을 갖춘 훌륭한 사람이며, 진정한 양키스 최고 선수'

## 통산 기록
| 연도 | 나이 | 팀   | 리그 | 경기  | 타석  | 타수  | 득점 | 안타  | 2루타 | 3루타 | 홈런 | 타점 | 도루 | 볼넷 | 삼진 | 타율  | 출루율 | 장타율 | OPS   |
| ---- | ---- | ---- | ---- | ----- | ----- | ----- | ---- | ----- | ----- | ----- | ---- | ---- | ---- | ---- | ---- | ----- | ------ | ------ | ----- |
| 1955 | 26   | NYY  | AL   | 97    | 305   | 279   | 33   | 81    | 8     | 7     | 10   | 43   | 0    | 20   | 36   | 0.29  | 0.336  | 0.477  | 0.812 |
| 1956 | 27   | NYY  | AL   | 98    | 316   | 290   | 35   | 76    | 8     | 3     | 5    | 34   | 0    | 21   | 30   | 0.262 | 0.312  | 0.362  | 0.674 |
| 1957 | 28   | NYY  | AL   | 110   | 380   | 356   | 33   | 90    | 13    | 4     | 8    | 44   | 2    | 16   | 43   | 0.253 | 0.283  | 0.379  | 0.663 |
| 1958 | 29   | NYY  | AL   | 103   | 406   | 376   | 45   | 118   | 19    | 5     | 11   | 66   | 1    | 22   | 60   | 0.314 | 0.348  | 0.479  | 0.827 |
| 1959 | 30   | NYY  | AL   | 125   | 474   | 443   | 59   | 121   | 24    | 6     | 18   | 73   | 0    | 20   | 57   | 0.273 | 0.306  | 0.476  | 0.783 |
| 1960 | 31   | NYY  | AL   | 107   | 361   | 323   | 29   | 79    | 11    | 3     | 6    | 39   | 3    | 28   | 43   | 0.245 | 0.298  | 0.353  | 0.651 |
| 1961 | 32   | NYY  | AL   | 129   | 482   | 446   | 64   | 155   | 17    | 5     | 21   | 77   | 0    | 28   | 65   | 0.348 | 0.387  | 0.549  | 0.936 |
| 1962 | 33   | NYY  | AL   | 136   | 538   | 494   | 63   | 138   | 23    | 5     | 21   | 91   | 1    | 31   | 76   | 0.279 | 0.318  | 0.474  | 0.791 |
| 1963 | 34   | NYY  | AL   | 135   | 531   | 487   | 75   | 140   | 21    | 6     | 28   | 85   | 0    | 35   | 68   | 0.287 | 0.342  | 0.528  | 0.869 |
| 1964 | 35   | NYY  | AL   | 150   | 607   | 550   | 63   | 172   | 27    | 3     | 15   | 84   | 1    | 48   | 73   | 0.313 | 0.371  | 0.455  | 0.825 |
| 1965 | 36   | NYY  | AL   | 110   | 418   | 391   | 38   | 91    | 15    | 1     | 9    | 45   | 0    | 24   | 65   | 0.233 | 0.278  | 0.345  | 0.623 |
| 1966 | 37   | NYY  | AL   | 126   | 451   | 410   | 38   | 105   | 19    | 2     | 6    | 35   | 0    | 37   | 65   | 0.256 | 0.317  | 0.356  | 0.673 |
| 1967 | 38   | 전체 | AL   | 108   | 345   | 315   | 22   | 56    | 9     | 0     | 4    | 28   | 0    | 21   | 60   | 0.178 | 0.233  | 0.244  | 0.478 |
| 1967 | 38   | NYY  | AL   | 66    | 216   | 199   | 13   | 39    | 6     | 0     | 3    | 17   | 0    | 12   | 36   | 0.196 | 0.247  | 0.271  | 0.518 |
| 1967 | 38   | BOS  | AL   | 42    | 129   | 116   | 9    | 17    | 3     | 0     | 1    | 11   | 0    | 9    | 24   | 0.147 | 0.211  | 0.198  | 0.409 |
| 1968 | 39   | BOS  | AL   | 71    | 229   | 203   | 22   | 49    | 4     | 0     | 5    | 18   | 1    | 22   | 45   | 0.241 | 0.317  | 0.335  | 0.652 |
| 통산 | 통산 | 통산 | 통산 | 1,605 | 5,843 | 5,363 | 619  | 1,471 | 218   | 50    | 167  | 762  | 9    | 373  | 786  | 0.274 | 0.322  | 0.427  | 0.749 |

## 참고 자료
- 초창기 메이저 리그에서 뛴 흑인 선수들
- 통산 홈런 순위 500
- 뉴욕 양키스 역대 코치 명단